# هوگر 10
هوگر ۱۰ کانالی از تلویزیون دیجیتال زمینی اسپانیا است و از ۳۱ ژوئیه ۲۰۰۷ در ساعت ۸:۳۰ بعد از ظهر جایگزین انتشار Telehit شد. این کانال متعلق به laSexta است و توسط DTT از طریق مالتی پلکس ۶۹ (با آنتنا ۳، Neox و نوا) پخش می‌شود. این کانال در ۱۴ اوت ۲۰۰۹، هوگر ۱۰ با تلویزیون گل جایگزین شد.